# Brooklet
Brooklet è una città degli Stati Uniti d'America, situata in Georgia, nella Contea di Bulloch.